# Timber Drop
Timber Drop is een stalen achtbaan in het Franse attractiepark Fraispertuis City. Het was twee weken de steilste achtbaan ter wereld (hellingshoek 113°), omdat de 8° steilere Takabisha in het Japanse Fuji-Q Highland twee weken na de opening van Timber Drop opende. Wel is het anno 2023 de steilste achtbaan van Europa